# El Tarter
El Tarter è un villaggio di Andorra, nella parrocchia di Canillo, il secondo per popolazione dopo il capoluogo con 1 527 abitanti (dato 2010).
Qui si trovano parte delle strutture dell'impianto sciistico più importante dei Pirenei, quello di El Tarter-Soldeu.